# Minesprængning i Sundet
Minesprængning i Sundet er en dansk dokumentarisk optagelse fra 1911 foretaget af Peter Elfelt.
Filmen viser detonering af søminer. 